# Diário Lisbonense
O Diário Lisbonense foi o primeiro jornal diário matutino português, publicado entre 1 de Maio de 1809 e 31 de Maio de 1813, data em que foi suspenso.
Foi fundado por Estevão Brocard e impresso pela Impressão Régia de Lisboa.